# غيتا لوكا
غيتا لوكا (بالعبرية: ג'טה לוקה‏) هي مغنية وممثلة إسرائيلية، ولدت في 5 سبتمبر 1921 في رومانيا، وتوفيت في 22 أغسطس 2001 في نتانيا في إسرائيل بسبب سكتة دماغية.

## وصلات خارجية
- غيتا لوكا على موقع IMDb (الإنجليزية)
- غيتا لوكا على موقع ديسكوغز (الإنجليزية)